# Archipiélago North

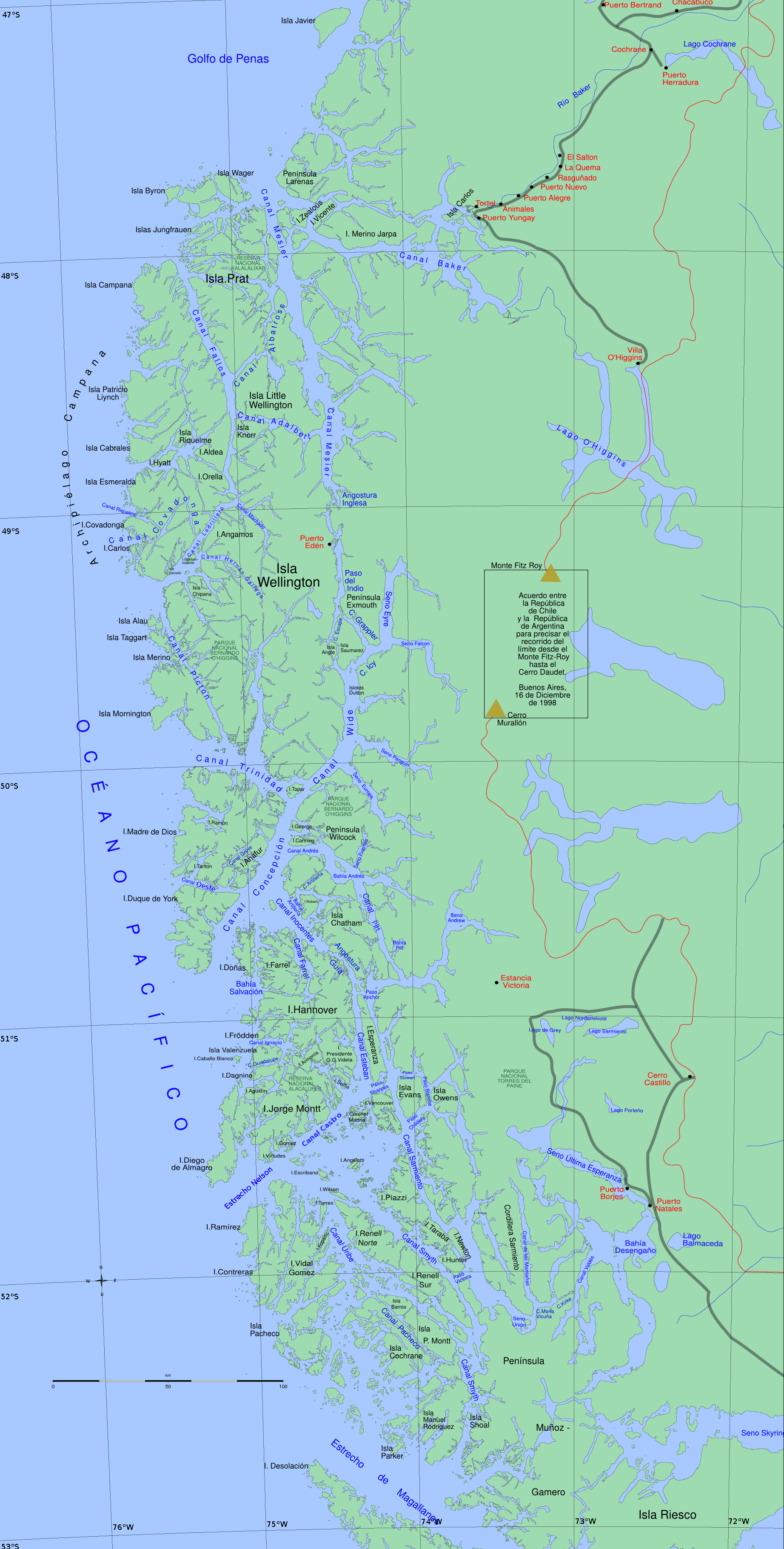
Golfo de Penas - Estrecho de Magallanes

El archipiélago North  es un archipiélago situado en el océano Pacífico en la región austral de Chile, al sur del golfo de Penas. Está formado por la rompiente Stortebecker y las rocas Vorposten en la parte norte y las islas Kalau y Taggart y otras pequeñas.
Administrativamente pertenece a la provincia Última Esperanza de la XII Región de Magallanes y la Antártica Chilena.
Desde hace aproximadamente 6.000 años sus costas fueron habitadas por el pueblo kawésqar. A comienzos del siglo XXI este pueblo había sido prácticamente extinguido por la acción del hombre blanco.

## Ubicación
Mapa del archipiélago
Está situado entre las coordenadas 49°20′S 75°33′O / -49.333, -75.550 y 49°36′00″S 75°25′30″O / -49.60000, -75.42500. Formado por dos islas de buen porte: Kalau y Taggart, las pequeñas islas Rivera y Bachem y numerosos islotes y rocas. Sus límites son: al norte el golfo Ladrillero, al este el canal Picton, al sur el canal Miramar y al oeste el océano Pacífico.

## Geología y orografía
Son una sucesión de tierras altas y barrancosas con numerosas cumbres y promontorios muy parecidos entre sí. Sus cabos y puntas terminan en forma abrupta. Lo anterior, unido al silencio y soledad del entorno hacen de estas islas y canales una de las regiones más bellas del planeta.
Las costas son acantiladas y sus canales, en general son limpios y abiertos, donde hay escollos estos están invariablemente marcados por sargazos.
Existen alturas bastante notables que sirven para reconocer la entrada a los diferentes senos, canales o bahías. Estas están claramente indicadas en las respectivas cartas y derroteros de la región.
Todo el archipiélago patagónico data de la época terciaria; es producto de la misma causa geológica que hizo aparecer primero la cordillera de la Costa y luego la de los Andes. En la edad glacial, tomó su aspecto actual siendo la continuación hacia el sur de la cordillera de la Costa.
Es de origen ígneo por la clase de roca que lo constituye y por su relieve áspero e irregular, característico de las cadenas de erupción.

## Climatología
La región es afectada continuamente por vientos del oeste y por el paso frecuente de sistemas frontales. Estos sistemas frontales se generan en la latitud 60° S, zona en la que confluyen masas de aire subtropical y masas de aire polar creando un cinturón de bajas presiones que forma los sistemas frontales.
Esta área tiene un clima que se conoce como “templado frío lluviosos” que se extiende desde la parte sur de la X Región de Los Lagos hasta el estrecho de Magallanes. Aquí se registran las máximas cantidades de precipitaciones, en isla Guarello se han alcanzado hasta 9.000 mm anuales.
La nubosidad atmosférica es alta, los días despejados son escasos. La amplitud térmica es reducida, la oscilación anual es de aproximadamente 4 °C con una temperatura media de 9 °C. Precipita durante todo el año siendo más lluvioso hacia el otoño.
Existen solo dos estaciones: verano e invierno. El verano comienza en septiembre y los vientos empiezan a rondar del NW al SW. Los días comienza a ser más largos y en octubre puede haber algunos días despejados. En los meses de diciembre, enero y febrero los vientos ya soplan casi exclusivamente del SW con gran intensidad.
Las lluvias, en esta estación, son frecuentes pero no tan persistentes como en el invierno y se presentan bajo la forma de fuertes y copiosos chubascos. La mejor época del año es la que va de febrero a abril. En mayo se observan bravezas de mar que traen mucha marejada. En mayo caen las primeras nevazones las que continúan durante todo el invierno. Las nevazones a veces son tan espesas que la visibilidad se ve reducida a no más de 100 metros. El viento ha rondado al NW. Los meses de junio y julio se consideran los peores del año. El mal tiempo es el estado normal de la región, el buen tiempo es un accidente transitorio.

## Flora y Fauna
En las laderas y hondonadas de los cerros crece un bosque tupido que se afirma en los intersticios de las rocas, los árboles se entrelazan unos con otros. Normalmente no se desarrollan sobre los 50 metros sobre el nivel del mar, pero donde está resguardado del viento dominante sube hasta los 200 y 300 metros sobre dicho nivel.
Sobre la roca desnuda se observa una formación esponjosa sobre la cual crecen líquenes y musgos desde los cuales surge el agua a la menor presión que se ejerza sobre su superficie. Algunos árboles son el haya, el tepú y el canelo.
El reino animal es muy reducido, se pueden encontrar el zorro y algunos roedores. Hay lobos y nutrias. Entre las aves terrestres y acuáticas podemos encontrar el martín pescador, el tordo, el zorzal, el cisne, el pato, el pingüino, el canquén, la gaviota y el quetro o pato a vapor. Entre los peces se encuentran el róbalo, el pejerrey, el blanquillo y la vieja. Entre los mariscos hay centollas, jaibas, erizos y choros

## Historia
A contar de 1520, con el descubrimiento del estrecho de Magallanes, pocas regiones han sido tan exploradas como la de los canales patagónicos. En las cartas antiguas la región de la Patagonia, entre los paralelos 48° y 50° Sur, aparecía ocupada casi exclusivamente por una gran isla denominada “Campana” separada del continente por el “canal de la nación Calén”, nación que se supuso existió hasta el siglo XVIII entre los paralelos 48° y 49° de latitud sur.
Desde mediados del siglo XX esos canales son recorridos con seguridad por grandes naves de todas las naciones, gracias a los numerosos reconocimientos y trabajos hidrográficos efectuados en esas peligrosas costas.
Por más de 6.000 años estos canales y sus costas han sido recorridas por los kawésqar, indígenas, nómades canoeros. Hay dos hipótesis sobre su llegada a los lugares de poblamiento. Una, que procedían del norte siguiendo la ruta de los canales chilotes y que atravesaron hacia el sur cruzando el istmo de Ofqui. La otra es que procedían desde el sur y que a través de un proceso de colonización y transformación de poblaciones cazadoras terrestres, procedentes de la Patagonia Oriental, poblaron las islas del estrecho de Magallanes y subieron por los canales patagónicos hasta el golfo de Penas. A comienzos del siglo XXI este pueblo había sido prácticamente aniquilado por la acción del hombre blanco.

## Descripción

### Rocas Vorposten
Mapa de las rocas
Situadas en el lado SW del golfo Ladrillero, forman parte del extremo norte del archipiélago North. Son varios islotes y rocas afloradas y sumergidas. Ocupan un espacio de mar de 4 nmi en dirección NW-SE. El sector entre estas rocas y las islas Kalau y Taggart está sembrado de rocas y escollos.

### Golfo Ladrillero
Mapa del golfo
Es una entrada de mar delimitada por el norte por la isla Stosch, por el este la península Wharton de la isla Wellington y por el sur la rompiente Stortebecker. Tiene una boca de 8½ nmi de ancho por 9 millas de saco hacia el E.
Su entrada, libre de peligros, conduce al ingreso sur del canal Ladrillero y a la entrada norte del canal Picton.

### Isla Kalau
Mapa de la isla
Ubicada en la parte NW del archipiélago North, junto con la isla Taggart son las más grandes del archipiélago. Tiene 4 nmi de largo en dirección NW-SE. Al norte limita con el golfo Ladrillero, por el este corre el canal Picton que la separa de la península Wharton de la isla Wellington, por el sur, un canalizo sin nombre la separa de la isla Taggart y por el oeste la baña el océano Pacífico.
En su parte NW se alza el cerro Kalau de 87 metros de alto y en su parte SE el cerro Niple de 83 metros. Con tiempo claro es visible desde 10 nmi y es un excelente punto de reconocimiento de la entrada al golfo Ladrillero y al canal Picton.

### Isla Taggart
Mapa de la isla
Situada al sur de la isla Kalau, es la más grande del archipiélago North. Tiene 6,5 nmi en su eje más largo NW-SE. Al norte limita con un canalizo sin nombre que la separa de la isla Kalau, al este con el canal Picton que la separa de la isla Wellington, al sur con el canal Miramar que la separa de la isla Mornington y por el oeste con el océano Pacífico.
En su extremo NE se alza el monte Taggart y en su extremo S el monte Mac Donald de 160 metros de alto. Sus costas son sucias y despiden rocas y rompientes hasta casi 6 nmi hacia afuera.

### Canal Picton
Mapa del canal
Fluye entre la península Wharton de la isla Wellington por su lado este y las islas Kalau, Taggart, Merino y Mornington por su ribera oeste. Su dirección general es SSE y se prolonga por 38 nmi con un ancho medio de 1 nmi uniendo el golfo Ladrillero con el canal Trinidad.
En su parte norte, a la cuadra de la isla Kalau, se encuentra el bajo Picton que es peligroso para naves que calen más de 7,60 metros. El canal debe ser navegado con asistencia de un práctico.

### Península Wharton
Mapa de la península
Situada en el lado SW de la isla Wellington. Tiene un largo de 40 nmi en dirección general NNW-SSE por un ancho máximo de 9 nmi. Se extiende desde el canal Ladrillero por el norte hasta el canal Trinidad por el sur. Por su lado noreste corre el estero Desengaño, por el este el brazo del Norte y por el lado oeste el canal Picton.
Su parte norte es montañosa en ella se elevan los montes Wotan y Spite-Berg. Su costa occidental es muy quebrada y tiene varios senos y esteros.

### Canal Miramar
Mapa del canal
Separa la parte sur de la isla Taggart de la costa norte de la isla Mornington. Tiene un largo de 9 nmi por un ancho medio de solo 400 metros. Puede ser navegado por goletas pequeñas y siempre que se tenga a bordo un práctico local. Une el canal Picton con el océano Pacífico.